# Општина Јанка (Олт)
Јанка (рум. Ianca) општина је у Румунији у округу Олт.
Oпштина се налази на надморској висини од 50 m.